# O&O Defrag
O&O Defrag — утилита, созданная немецкой компанией O&O Software и предназначенная для дефрагментации жёсткого диска.

## Возможности
Программа имеет пять режимов работы: «Скрытый», «Свободное место», «Полный/Имя», «Полный/Изменен», «Полная/Доступ».
- Скрытый — дефрагментация выполняется скрыто, то есть ресурсы компьютера расходуются практически незаметно, что позволяет пользователю продолжать работу.
- Свободное место — во время дефрагментации файлы перемещаются в одно место, благодаря чему образуются большие по размеру сектора свободного места, что предотвращает дальнейшую фрагментацию.
- Полная/Имя — все фрагментированные файлы дефрагментируются и сортируются по названиям в алфавитном порядке
- Полная/Изменен — наиболее старые файлы записываются в начало диска, недавно изменённые файлы — в конец.
- Полная/Доступ — файлы, к которым система или пользователь обращаются чаще, переносятся в начало диска.

По желанию пользователя при установке программы также устанавливается скринсейвер, и при бездействии компьютера запускается дефрагментация.